# Anthony Boucher
Pour les articles homonymes, voir Boucher.
Anthony Boucher, né William Anthony Parker White le 21 août 1911 et mort le 29 avril 1968, est un écrivain américain de science-fiction et de littérature policière, et également éditeur.

## Biographie et carrière
Anthony Boucher est né à Oakland, en Californie, et a fait ses études à l'Université de Californie du Sud. Il a obtenu un diplôme de l'Université de Berkeley.
Entre 1942 et 1947, il a été superviseur des récits de science-fiction parus dans le San Francisco Chronicle. Il a été admiré pour ses propres récits, mais aussi pour son travail de recherche et d'édition, son art pour composer des anthologies et son travail pour The New York Times.
En 1945, il est un des membres fondateurs des Mystery Writers of America.
Il a été le premier traducteur en anglais de Jorge Luis Borges
Il a dirigé The Magazine of Fantasy & Science Fiction de 1949 à 1958.
Il a reçu le Prix Hugo (section « meilleur magazine de science-fiction ») en 1957 et 1958.
Il a aussi écrit de nombreuses nouvelles pour des magazines de science-fiction, notamment Adventure, Astounding, Black Mask, Ed McBain’s Mystery Book, Ellery Queen's Mystery Magazine, Galaxy Science Fiction, The Master Detective, Unknown Worlds et Weird Tales.
Sa nouvelle À la recherche de Saint Aquin (The Quest for Saint Aquin) a été sélectionnée en 1970 parmi celles faisant partie des meilleurs nouvelles publiées.
White / Boucher a été le très proche ami de Philip K. Dick et d'autres auteurs.
Il a aussi été un producteur de radio, adaptant pour ce média une centaine d'épisodes de The Adventures of Ellery Queen.
Boucher est mort d'un cancer du poumon le 29 avril 1968 à Oakland.
Une convention annuelle de littérature policière a été nommée en sa mémoire (Anthony Boucher Memorial World Mystery Convention (en)).

## Œuvre

### Romans policiers
- The Case of the Seven of Calvary (1937)
- The Case of the Crumpled Knave (1939)
- The Case of the Baker Street Irregulars (1940)
- Nine Times Nine (1940)
- The Case of the Solid Key (1941)
- Rocket to the Morgue (1942)
- The Case of the Seven Sneezes (1942)

### Anthologies
- Far and Away ; Eleven Fantasy and SF Stories (1955)
- The Compleat Werewolf and Other Stories of Fantasy and SF (1969)
- Exeunt Murderers (1983)
- The Compleat Boucher (1999)
- The Casebook of Gregory Hood (scripts pour la radio)

### Nouvelles
- À la recherche de Saint Aquin, 1960 ((en) The Quest for Saint Aquin, 1951)
- Conquête, 1984 ((en) Conquest, 1953)

## Sources
- (en) New General Catalog of Old Books and Authors
- (en) John Clute et Peter Nicholls, The Encyclopedia of science fiction, New York, St. Martin's Griffin, 1995, 1386 p. (ISBN 0-312-13486-X et 978-0-312-13486-0, OCLC 32820856)
- Claude Mesplède (dir.), Dictionnaire des littératures policières, vol. 1 : A - I, Nantes, Joseph K, coll. « Temps noir », 2007, 1054 p. (ISBN 978-2-910686-44-4, OCLC 315873251, BNF 41162075).